# 149 (liczba)
149 (sto czterdzieści dziewięć) – liczba naturalna następująca po 148 i poprzedzająca 150.

## W matematyce
- 149 jest trzydziestą piątą liczbą pierwszą, następującą po 139 i poprzedzającą 151[1]
- 149 jest mniejszą z liczb bliźniaczych (149, 151)[2][3]
- 149 nie jest liczbą palindromiczną, czyli liczbą czytana w obu kierunkach, w pozycyjnych systemach liczbowych od bazy 2 do bazy16
- 149 należy do dwóch trójek pitagorejskich (51, 140, 149), (149, 11100, 11101).

## W nauce
- liczba atomowa unquadennium (niezsyntetyzowany pierwiastek chemiczny)
- galaktyka NGC 149
- planetoida (149) Medusa
- kometa krótkookresowa 149P/Mueller

## W kalendarzu
149. dniem w roku jest 29 maja (w latach przestępnych jest to 28 maja). Zobacz też co wydarzyło się w roku 149, oraz w roku 149 p.n.e.